# Сефас Коси Банса
Тогбе Нгорифія Кифа Коси Банса (англ. Togbe Ngoryifia Céphas Kosi Bansah; нар.. 22 квітня 1948, Гана) — ганський громадський діяч, наділений почесним символічним титулом Нгорифія в 1987 році (король племені еве в Гані).

## Життєпис

### Походження та навчання
Сефас Коси Банса народився 22 квітня 1948 року в регіоні Вольта на території сучасної Гани (тоді Голд-Кост). У той період країна була британським колоніальним володінням і мала назву Золотий Берег.
Після закінчення технічної школи в Того в 1970 році Банса був направлений до Німеччини в рамках програми студентського обміну. Пізніше пройшов стажування у фірмі Paul Schweitzer у Людвігсхафені і після цього отримав два сертифікати майстра: перший як майстер з ремонту сільгосптехніки, а другий як автомеханік. Закінчивши навчання і отримавши громадянство Німеччини, Банса відкрив власну ремонтну майстерню у Людвігссгафені (федеральна земля Рейнланд-Пфальц), працюючи автомеханіком.
У вільний час активно займався боксом і в 1975 році став чемпіоном округу в найлегшій вазі.
«У мене було дві причини, з яких я хотів приїхати до Німеччини: по-перше, мій інтерес до продовження кар'єри, щоб використати та закріпити досвід, отриманий під час мого учнівства, і, по-друге, щоб отримати уявлення про „типові“ німецькі погляди — непохитне почуття обов'язку, дисциплінованість, старанність та честолюбство» — цитата з інтерв'ю.

### Призначення
У 1987 році Банса був удостоєний старійшинами племені еве почесного титулу Нгоріфія (англ. Ngoryifia) традиційної області Гбі, розташованої в адміністративному окрузі Хохое в Гані. Після смерті дідуся, його батько та старший брат Бансена не могли правити королівством, бо були шульгами. Народ еве вважає лівшів «нечистими». Банса вирішив присвятити себе служінню своєму народові, не кидаючи щоденну роботу автомеханіка в Німеччині. Монарх управляє своїм народом за допомогою телефону, відеозв'язку та електронної пошти. Здобувши титул, Банса почав проводити політику, спрямовану на покращення добробуту свого народу: він зводить школи, мости, лікарні, колодязі, а також жертвує водяні насоси та автомобілі. Більшість своїх повноважень король здійснює в онлайн-форматі зі своєї квартири в Німеччині за допомогою додатків WhatsApp та Skype, проте обов'язково відвідує Гану шість разів на рік.

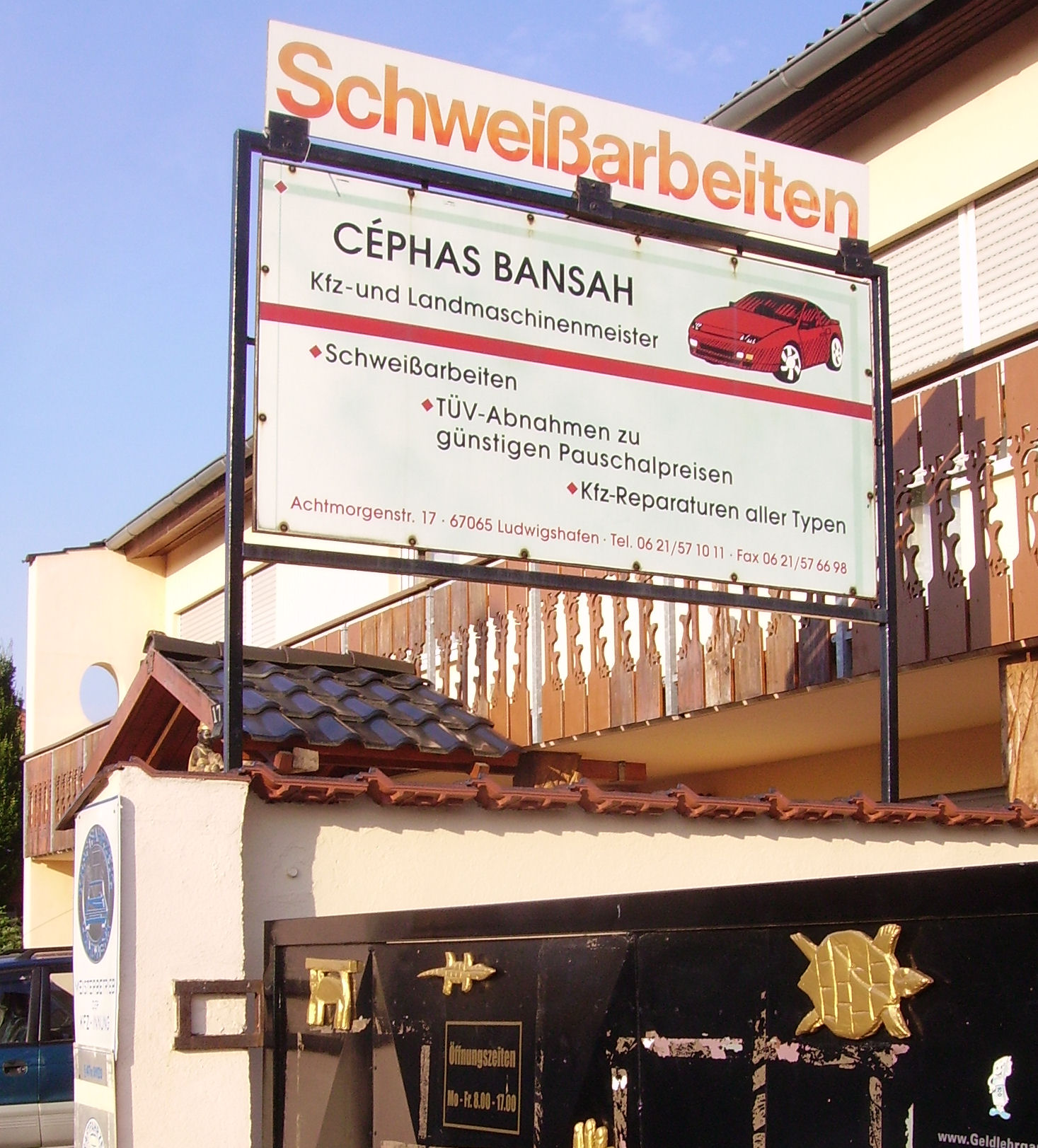
Автомайстерня, де Банса працює автомеханіком

Рада старійшин племені еве опублікувала прес-реліз у 2014 році, в якому стверджується, що, всупереч повідомленням німецькою та англійською мовами, які описують Банса як «короля», його титул керівника розвитку («Ngoryifia») є почесним і був присвоєний їх радою лише кільком людям та може бути скасований. Натомість традиційну територію Ґбі очолює верховний вождь («Фіага»), яким зараз є Тогбега Габусу VI.
Окрім щоденної роботи у власному автосервісі в Людвігсгафені, Банса випускає пиво під брендом «Акосомбо», проте сам не вживає алкоголю. Крім цього, король відомий як співак. Він особисто спродюсував та випустив шість дисків з власними піснями. Також він бере участь у низці шоу талантів на німецькому телебаченні. Усі доходи з подібних заходів спрямовуються на благодійність на користь народу Еве. Письменник Горст О. Германі написав біографію Банси під назвою «Majestät im Blauen Anton» («Його величність у синьому комбінезоні»).
У 2014 році Банса взяв участь у четвертому чемпіонаті світу з легкої атлетики серед чоловіків у місті Бюлерталь в Німеччині.

### Благодійність
Сефас Коси Банса створив неприбуткову організацію для збору коштів для жителів Хохо. У Людвіґсгафені він зміг завдяки хорошим стосункам із фермерами зібрати так потрібні його землякам водяні насоси та труби. Вони були відправлені до Гани і служили для постачання домівок багатьох людей чистою питною водою. Інші предмети, такі як електричні стовпи та новий церковний дзвін для євангелічної пресвітеріанської церкви Хохо, були відправлені в наступних контейнерах. Міська лікарня, яка була недостатньо укомплектована та недостатньо обладнана, значно покращила свою матеріальну базу завдяки пожертвам медичного обладнання, інвалідних візків, машин швидкої допомоги та візиту двадцяти двох німецьких лікарів. Він також керував будівництвом нового мосту через річку Дайі, який замінив аварійний міст, і за сприяння влади міста Гайлігройцштайнаха та приватного донора побудував в'язницю для жінок і дітей, щоб вони їх не розміщувати разом із затриманими чоловіками.

## Особисте життя
У 2000 році Банса одружився з німкенею Габріель. У цьому шлюбі народилося троє дітей: Майкл Квеку, Карло Коку та Катаріна Акосуа. Нерідко Габріель супроводжує чоловіка під час його поїздок до Гани.

## Пригоди

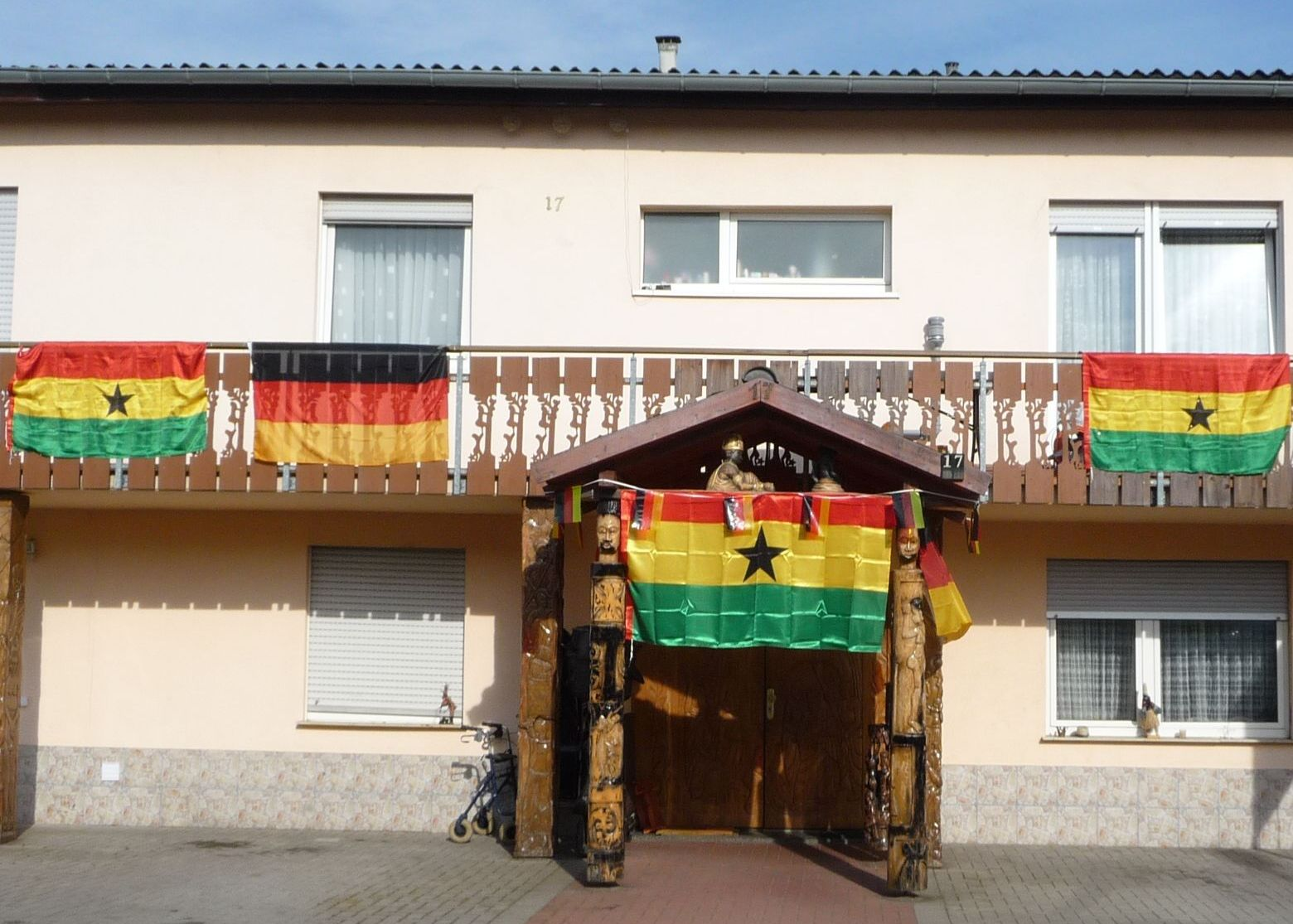
Будинок короля в Людвігсгафені. Над входом та на балконі розташовані прапори Гани та Німеччини

У 2014 році будинок Банси у Людвігссгафені (федеральна земля Рейнланд-Пфальц) був пограбований, коли той перебував на роботі в автосервісі. Злодії викрали чотири золоті королівські корони. Загальна сума збитків становила приблизно 20 тисяч євро.